# Daphne glomerata
Daphne glomerata är en tibastväxtart som beskrevs av Jean-Baptiste de Lamarck. Daphne glomerata ingår i släktet tibaster, och familjen tibastväxter. Utöver nominatformen finns också underarten D. g. ziganae.